# Antônio Augusto Martins
Antônio Augusto Martins (Cametá, PA, 7 de março de 1898 – Manaus, AM, 7 de agosto de 1957) foi um comerciário, empresário e político brasileiro que foi deputado federal por Roraima.

## Dados biográficos
Filho de Júlio Augusto Martins e Maria Luísa Martins. Sua atividade como comerciário e empresário fez dele o fundador da Associação Comercial e Industrial de Roraima em 7 de setembro de 1944 e no ano seguinte foi nomeado prefeito de Boa Vista pelo governador Ene Garcez dos Reis. Eleito deputado federal via PSD em 1947, viu seu filho, Júlio Martins, eleger-se para a Câmara dos Deputados em 1978 e 1982.
Em sua homenagem, o prédio da Assembleia Legislativa de Roraima passou a ser chamado Palácio Antônio Martins em 1990.